# Lemington
Lemington – dzielnica miasta Newcastle upon Tyne, w Anglii, w Tyne and Wear, w dystrykcie metropolitalnym Newcastle upon Tyne. Leży 7.8 km od centrum miasta Newcastle upon Tyne i 400.1 km od Londynu. W 2011 roku dzielnica liczyła 10 228 mieszkańców.